# 中島車場
22°35′25″N 120°18′05″E / 22.590330°N 120.301425°E
中島車場位於高雄市前鎮區中島半島旁，車場兩側為擴建路與建基街，辦理出入前鎮加工出口區之貨物列車車頭及車輛調度等業務。原為臺灣鐵路管理局高雄港站所轄之調車場，現已廢止。

## 利用狀況
- 原為高雄臨港線的四處車場——前鎮車場、中島車場、苓雅寮車場與草衙車場之一。
- 現已廢止。

## 歷史
- 1970年6月：中島車場設立。
- 2008年11月19日：第一臨港線西段（包括中島車場全站及中島線、苓雅寮車場全站、高雄港站全站及濱線）准予停用。
- 2008年12月16日：高雄港站裁撤，12月31日辦理交接[1]，原為高雄港站所屬之業務移至高雄車站管理。
- 2011年7月12日：中島車場正式裁撤。

## 車站週邊
- 前鎮加工出口區
- 擴建路
- 前鎮渡輪站
- 新生路

## 圖片集

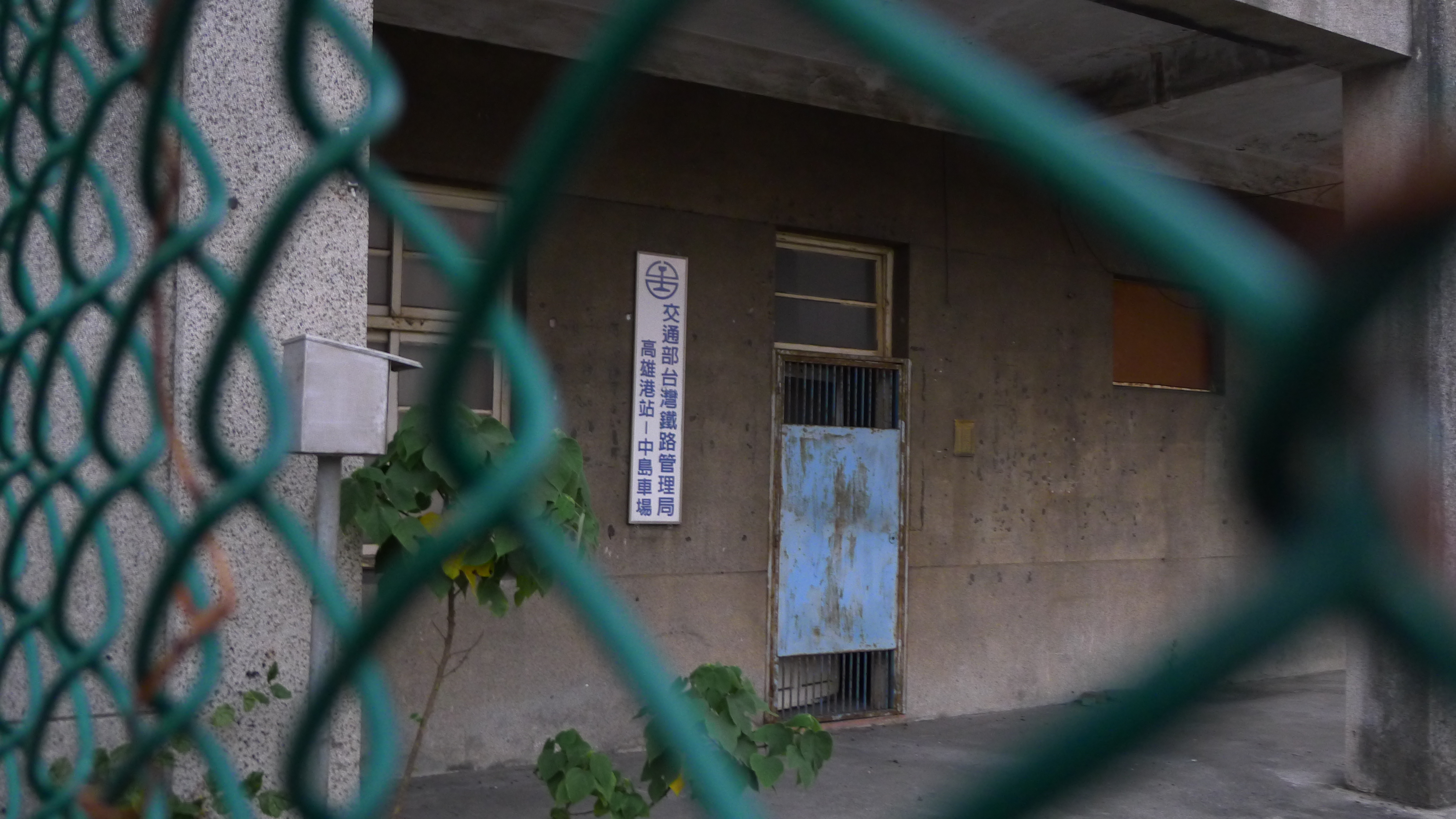
中島車場站房告示牌
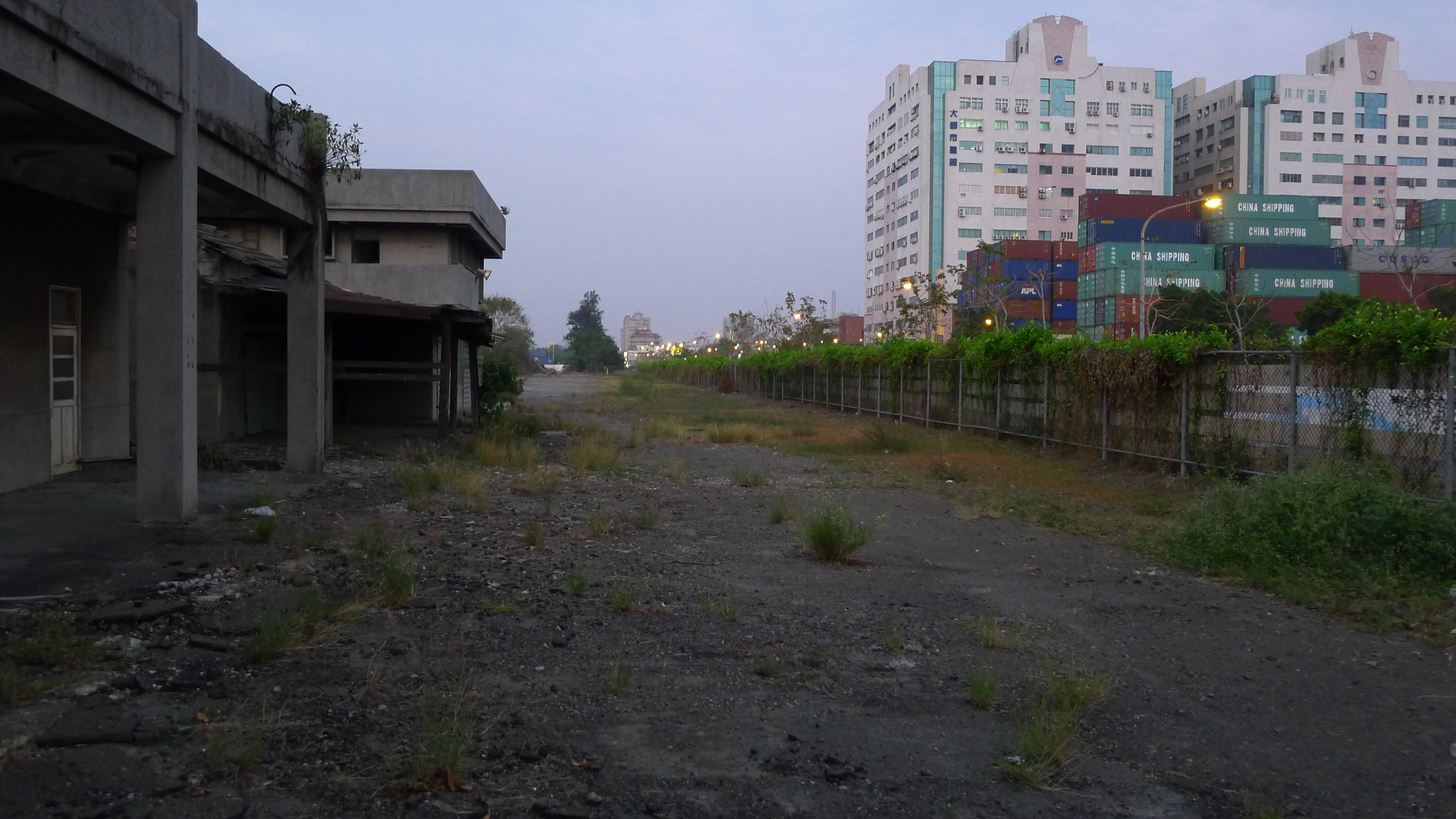
中島車場原軌道區